# Lyonia maestrensis
Espèce
Statut de conservation UICN

 EN B1+2c : En danger
Lyonia maestrensis est une espèce de plantes à fleurs de la famille des Ericaceae.

## Publication originale
- Contribuciones Ocasionales del Museo de Historia Natural del Colegio "De La Salle" 15: 5. 1956.